# Зграда у Ул. Светозара Марковића 14 у Нишу
Зграда у Ул. Светозара Марковића 14 у Нишу је угаоно здање које се простире улицом Светозара Марковића и делом улице Наде Томић. Изграђена је као стамбени објекат за потребе трговца Евгенија Ранхела, рођеног у Војводини.

## Архитектура
Зграда је приземне структуре са издуженим делом у улици Светозара Марковића. Кула која се налази изнад улазног простора завршава се куполом. Обликом троспратне апсиде решен је угаони део куће где постоје и три угаона прозорска отвора, а испод њих и три нише у којима су пехари са цвећем. Утисак остављају и висока улазна врата из улице Светозара Марковића. Према архитектонским елементима кућа поседује све карактеристике еклектике.

## Споменик културе
Зграда у Ул. Светозара Марковића 14 у Нишу уписана је у Непокретна културна добра на територији општине Медијана, града Ниша под називом Зграда - Мансарда МЗК (НКЦ). На основу решења о заштити Завода за заштиту споменика културе у Нишу 1983. године уписана је у регистар и заведена као непокретно културно добро: споменик културе.